# Steyr Puch Haflinger 700 AP
Lo Steyr-Puch 700 AP più conosciuto con il nome di Haflinger (nome tedesco della razza equina Avelignese proveniente dall'Alto Adige) è un veicolo prodotto tra il 1959 e il 1974 dal gruppo austriaco Steyr-Daimler-Puch.

## Il Contesto
Al termine della seconda guerra mondiale, l'Esercito austriaco decise di sostituire le ormai anziane Willis e Ford GPW Jeep di cui era munito. Il processo di sviluppo che avrebbe dato alla luce l'Haflinger iniziò quindi nel 1956, quando alcuni tecnici dell'Esercito Federale Austriaco furono incaricati di verificare la possibilità di utilizzare i vari modelli di ciclomotori Puch in ambito militare; venne dunque creato un "muletto" (il Puch 500) dotato di carrozzeria aperta e particolarmente squadrata, che si dimostrò molto maneggevole ed efficace in fuoristrada.
L'Esercito Federale Austriaco mostrò però perplessità relative alle limitate capacità di carico del Puch 500, rendendo necessario un ulteriore processo di sviluppo ed affinamento che durò quattro anni. Venne quindi creato un nuovo prototipo caratterizzato da una filosofia concettuale innovativa: telaio a trave centrale, con tutti e due gli assali di trasmissione flangiati alle estremità dell'assale portante e motore Boxer raffreddato ad aria forzata. Il progetto venne curato da una squadra di ingegneri capitanata da Erich Ledwinka, figlio di Hans (pioniere dell'industria automobilistica austriaca, assieme a Siegfried Marcus e Ferdinand Porsche).
Per sviluppare il piccolo fuoristrada vennero effettuate prove sullo Schöckl e nella regione di Graz; i collaudatori provarono l'Haflinger su sentieri, terreni prativi e boschivi ed infine su terreni soffici (in mezzo al fango, alla sabbia e sulla neve).  Gli ultimi test vennero condotti scalando le montagne sopra a Zirbitz ed eseguendo un percorso sulle dune sabbiose in riva al mare Adriatico.

## Presentazione e caratteristiche
Il risultato del lavoro di sviluppo fu la presentazione di un veicolo estremamente leggero ed essenziale, studiato principalmente per operazioni militari su strade di montagna. Le sue caratteristiche di agilità, grazie ad una lunghezza di 2,85 m e ad una larghezza di appena 1,35 m, sono state ben apprezzate.
Era motorizzato da un piccolo bicilindrico Boxer di 643 cm³ e dotato di trazione integrale. In particolare, la trazione è affidata alle due ruote posteriori; qualora fosse necessario è possibile ingaggiare (anche in movimento) pure le due ruote anteriori tramite un comando manuale (una leva di colore verde posta tra i due sedili anteriori), rendendo il veicolo un 4x4 permanente. L'Haflinger dispone anche dei bloccaggi manuali dei differenziali anteriore e posteriore, attivabili attraverso due ulteriori leve (di colore giallo) situate davanti a quella che attiva la trasmissione di coppia all'assale anteriore.
Il cambio di velocità - nella prima serie - aveva quattro rapporti (più retromarcia); il primo era particolarmente corto (velocità massima raggiungibile di circa 12 km/h), per sopperire alla mancanza delle ridotte e permettere all'Haflinger di muoversi anche su pendii particolarmente ripidi o su fondi difficili e di trainare carichi. Solo successivamente il mezzo venne dotato di un cambio a cinque velocità (con prima marcia ulteriormente accorciata, che permetteva una velocità massima di 8 km/h).
Nonostante la leggerezza e le piccole dimensioni, questo mezzo è stato usato anche come piattaforma per armi. L'esercito austriaco lo usò come piattaforma per una mitragliatrice M2 HB oppure un cannone senza rinculo M18.

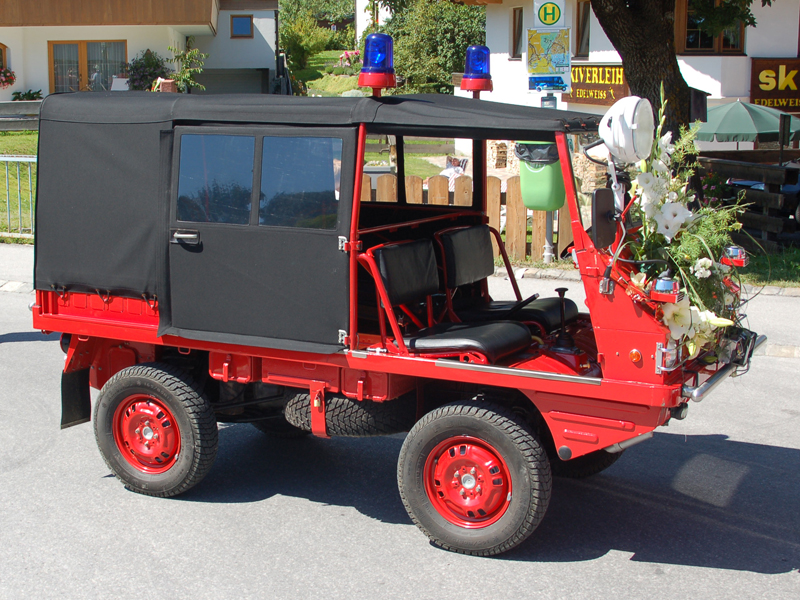
Un esempio di Haflinger tedesco, in dotazione ai Vigili del Fuoco.

Nel ruolo base può trasportare circa 500kg di carichi o trainarne 1500. Dopo il 1967 ha ricevuto un motore più potente ed è entrata in servizio una versione con passo allungato. L'esercito svizzero e quello svedese gli diedero un armamento inusitato, con 6 missili controcarri Bofors Bantam installati in avanti e addirittura altri 8 dietro. Contrariamente a quanto si possa pensare, non fu l'Esercito Austriaco il principale fruitore di Haflinger bensì quello elvetico. La Steyr Puch vendette infatti circa 4535 esemplari in Svizzera, la maggior parte dei quali fu data in dotazione alle Forze Armate Elvetiche.
Ancora, in Africa, venne utilizzato dall'Esercito del Congo Belga.
L'Haflinger venne esportato in 110 Stati, quali Etiopia e Cipro; per il mercato interno australiano, fu prodotto su concessione a Melbourne. In Sudafrica, invece, venne distribuito da Autolec (con sede a Johannesburg). Negli Stati Uniti, infine, fu venduto in Texas.
Oltre che utilizzato dai militari, è stato offerto anche sul mercato civile e ancora oggi se ne possono vedere molti esemplari.
Prodotto in circa 16.600 esemplari, è stato sostituito come mezzo fuoristrada dal Pinzgauer.